# المناطق الريفية النائية في أستراليا
المناطق الريفية النائية

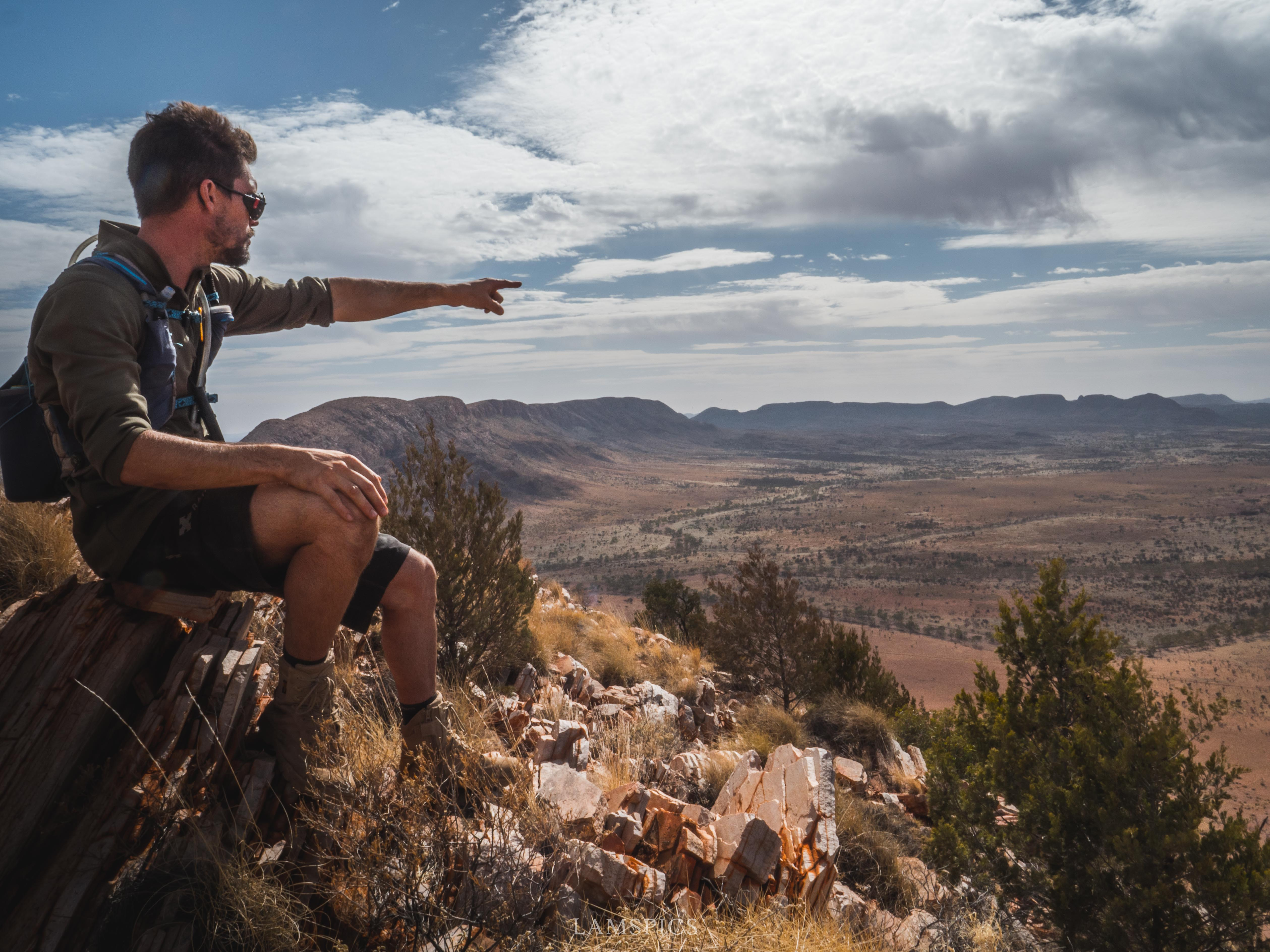
دورة البقاء على قيد الحياة في الأدغال الأسترالية لمقابلة السكان الأصليين لمجتمع كالتوكاتجارا.

هي تلك المناطق الريفية النائية الشاسعة البعيدة داخل استراليا. يستعمل المصطلح «المناطق الريفية النائية» بشكل عام لوصف الاماكن الابعد نسيبا من المناطق المسماة «بالريف أو المناطق غير المستغلة للزراعة» والتي بلعامية يكمن ان تدل على تلك الأراضي خارج مناطق المدينة الرئيسية.
على الرغم ان غالبا ماينظر اليها على انها قاحلة، الا ان المناطق الريفية النائية تمتد من شمال إلى جنوب الساحل الأسترالي، وتشمل عدد من المناطق المناخية حيث تتضمن المناخات الاستوائية والرياح الموسمية في المناطق الشمالية، ومناطق قاحلة في «الوسط الاحمر» وشبه قاحلة ومعتدلة في المناطق الجنوبية.
جغرافيا، تتوحد المناطق الريفية النائية من خلال مجموعة من العوامل وابرزها انخفاض الكثافة السكانية البشرية، بصورة عامة لم تتعرض للتلف اوالاذى، وفي العديد من الاماكن هنالك استخدامات قليلة للاراضي كالرعي (رعي المواشي) حيث ان الإنتاج يعتمد على البيئة الطبيعية.

## من الناحية الحضارية
فان المناطق الريفية النائية راسخة بعمق بتراث أستراليا وتاريخها وفلكلورها.

## اهميتها العالمية
بسبب قلة استغلال الأراضي الصناعية أصبحت المناطق الريفية النائية معروفة عالميا على أنها واحدة من أكبر المناطق الطبيعية غير المكتشفة، ولا يوجد عليها اثر الاقدام البشرية، والحياة البرية تسلط الضوء على أهمية المناطق الريفية النائية الأسترالية كونها إحدى المناطق الطبيعية الكبيرة في العالم مع الغابات الشمالية والتندرا في شمال أمريكا والصحراء الكبرى وصحاري جوبي وغابات الامازون الاستوائية واحواض الكونغو. السهل العشبي (أو الغابات العشبية) في شمال أستراليا هي أكبر مناطق للسفانا غير المعرضة للتلف في العالم. ويوجد في الجنوب الغابة الغربية العظيمة التي تحتل 16,000,000 هكتار (40,000,000 فدان) أي أكثر مساحة من انكلترا والتي تعتبر أكبر غابة عشبية معتدلة متبقية على سطح الأرض.

## الحيوانات البرية

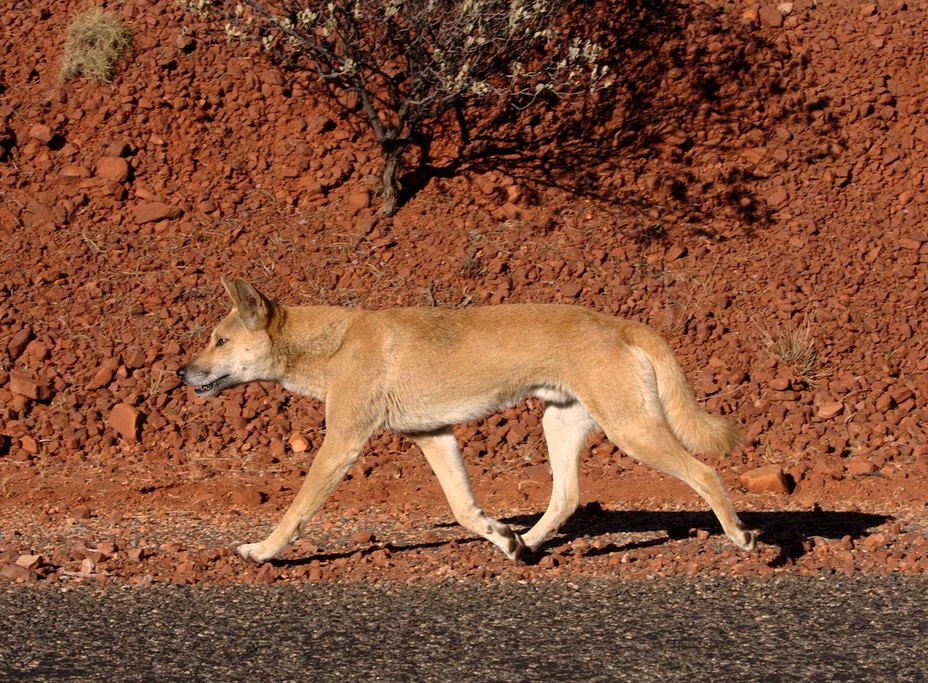
صورة للدنغو، وهو كلب بري أسترالي.

المناطق الريفية النائية الأسترالية ممتلئة بحيوانات برية متكيفة للعيش للغاية بلرغم من ان الكثير منها قد يتعذر مشاهدتها فورا للناظر الغير اليف. فلعديد من الحيوانات كلكنغر الاحمر والكلب الاسترالي (الدينغو) يختبؤن في الشجيرات للاستراحة والمحافظة على برودة جسمها خلال حرارة النهار.
```
تتوفر الطيور بكثرة التي غالبا ماتشاهد في برك ماء الشرب عند الفجر والغسق. حيث تشاهد اسراب كبيرة من الطائر الطيب وببغاء الكوكاتو والببغاء الابيض الذي يدعى كوريلا وببغاء جالا. 
```

وتقوم أنواع مختلفة على الأرض الجرداء أو الطرق خلال فصل الشتاء من الثعابين والسحالي بلتمتع بلشمس، ولكن رؤيتهم خلال أشهر الصيف نادرة جدا.
اما الحيوانات الوحشية كالجمال فتنمو في وسط أستراليا علما ان هذه الحيوانات جلبت إلى أستراليا عن طريق الرعاة والمستكشفون وجنبا إلى جنب مع السواق الافغان قديما.
والخيول الوحشية المعروفة باسم «برومبيز» هي محط للخيول التي تنمو بحرية. والخنازير الوحشية والثعالب والقطط والارانب هي حيوانات مستوردة أيضا والتي تتسبب بتلوث البيئة، لذلك ينفق الوقت والمال بغرض القضاء عليها لمساعدة حماية المراعي الحساسة.
السياحة
```
وبحسب ماذكر على موقع السياحة المحلية على الانترنيت «يقول الأستراليين لايوجد شيء يضاهي تماما المناطق النائية لدينا». للسياحة مجال كبير في جميع انحاء المناطق الريفية النائية ووكالات الكومونولث وسياحة الولاية يسلطون الضوء بوضوح على المناطق النائية الريفية الأسترالية كمكان مرغوب به للسواح المحليين والدوليين. ولايوجد تراجع لايرادات السياحة من المناطق النائية في حد ذاتها. الآن ان السياحة الإقليمية تشكل عنصرا رئيسيا من عناصر الدخل السياحي المحلي.كما يبدو بوضوح ان سياحة أستراليا تتراسها تجارب السكان الاصليين لتعرضها على السواح.
حيث انفق الزوار في نهاية السنة المالية 2015-2016 تقريبا 988 مليون دولاراثناء قضاء عطلاتهم في الإقليم الشمالي وحده 
```

(The Northern Territory).